# Генейгар
Генейгар (англ. Henagar) — місто (англ. city) в США, в окрузі Декальб штату Алабама. Населення — 2292 особи (2020).

## Географія
Генейгар розташований за координатами 34°37′50″ пн. ш. 85°43′51″ зх. д. / 34.63056° пн. ш. 85.73083° зх. д. (34.630641, -85.730918).  За даними Бюро перепису населення США в 2010 році місто мало площу 57,77 км², з яких 57,68 км² — суходіл та 0,09 км² — водойми.

## Демографія
Згідно з переписом 2010 року, у місті мешкали 2344 особи в 942 домогосподарствах у складі 676 родин. Густота населення становила 41 особа/км².  Було 1092 помешкання (19/км²).
Расовий склад населення:
| - 96,2 % — білих - 1,8 % — корінних американців |

До двох чи більше рас належало 1,6 %. Частка іспаномовних становила 1,4 % від усіх жителів.
За віковим діапазоном населення розподілялося таким чином: 23,9 % — особи молодші 18 років, 61,0 % — особи у віці 18—64 років, 15,1 % — особи у віці 65 років та старші. Медіана віку мешканця становила 41,0 року. На 100 осіб жіночої статі у місті припадало 100,5 чоловіків;  на 100 жінок у віці від 18 років та старших — 98,9 чоловіків також старших 18 років.
Середній дохід на одне домашнє господарство  становив 42 464 долари США (медіана — 30 757), а середній дохід на одну сім'ю — 48 901 долар (медіана — 39 677). Медіана доходів становила 40 391 долар для чоловіків та 26 295 доларів для жінок. За межею бідності перебувало 19,4 % осіб, у тому числі 25,5 % дітей у віці до 18 років та 15,1 % осіб у віці 65 років та старших.
Цивільне працевлаштоване населення становило 781 осіб. Основні галузі зайнятості: виробництво — 30,6 %, освіта, охорона здоров'я та соціальна допомога — 19,2 %, роздрібна торгівля — 14,2 %.